# Air Wales
Air Wales era una aerolínea con base en el Aeropuerto Internacional de Cardiff en Rhoose, Vale of Glamorgan. Operaba servicios regionales programados dentro de Gran Bretaña, así como a Irlanda, Bélgica y Francia. 
El 23 de abril de 2006, Air Wales cesó todas sus operaciones, alegando "costos en espiral" y "competencia agresiva" de las aerolíneas de bajo costo más grandes.

## Historia
Air Wales se estableció en enero de 1997 con la ayuda del financista de propiedades Roy Thomas y comenzó a operar en enero de 2000. Inicialmente con base en el Aeropuerto de Pembrey en el oeste de Gales y operando dos aviones Dornier Do-228, Air Wales se expandió hasta emplear a más de 120 personas, incluyendo 45 puestos de vuelo personal, 20 ingenieros y 20 tripulantes de cabina.
En octubre de 2001, las operaciones fueron transferidas al Aeropuerto de Swansea. El número de pasajeros no alcanzó los niveles de equilibrio de la compañía y, después de tres años, Air Wales abandonó todas sus rutas desde y hacia Swansea. La aerolínea decidió concentrarse en rutas fuera de Cardiff, trasladando sus operaciones a una nueva sede en el Aeropuerto Internacional de Cardiff en octubre de 2004.
En diciembre de 2005, bmibaby y Air Wales tuvieron un conflicto que obligó a bmibaby a cancelar la colaboración entre ambas aerolíneas. Esta colaboración afectaba a las rutas con origen y destino Belfast y Glasgow, operadas por Air Wales.
Durante febrero de 2006, Air Wales abandonó todas las rutas desde el Aeropuerto de la ciudad de Plymouth para centrarse en rutas más populares y rutas internacionales.
El 23 de abril de 2006, la aerolínea cesó todos los servicios programados con una pérdida de 80 puestos de trabajo para centrarse en las operaciones de chárter y carga, sin embargo, estas operaciones nunca se materializaron y todos los aviones se vendieron a otras aerolíneas.

## Antiguos destinos
Air Wales sirvió las siguientes rutas:
| Países       | Destinos            | Aeropuertos                                    |
| ------------ | ------------------- | ---------------------------------------------- |
| Bélgica      | Bruselas            | Aeropuerto de Bruselas                         |
| Francia      | Beauvais            | Aeropuerto de Beauvais-Tillé                   |
| Francia      | París               | Aeropuerto de París-Charles de Gaulle          |
| Francia      | Rennes              | Aeropuerto de Rennes Saint-Jacques             |
| Jersey       | Jersey              | Aeropuerto de Jersey                           |
| Irlanda      | Cork                | Aeropuerto de Cork                             |
| Irlanda      | Dublín              | Aeropuerto de Dublin                           |
| Irlanda      | Waterford           | Aeropuerto de Waterford                        |
| Países Bajos | Ámsterdam           | Aeropuerto de Ámsterdam-Schiphol               |
| Reino Unido  | Aberdeen            | Aeropuerto de Aberdeen                         |
| Reino Unido  | Belfast             | Aeropuerto de la Ciudad de Belfast George Best |
| Reino Unido  | Belfast             | Aeropuerto Internacional de Belfast            |
| Reino Unido  | Cardiff             | Aeropuerto Internacional de Cardiff            |
| Reino Unido  | Exeter              | Aeropuerto Internacional de Exeter             |
| Reino Unido  | Glasgow             | Aeropuerto de Glasgow Prestwick                |
| Reino Unido  | Liverpool           | Aeropuerto de Liverpool-John Lennon            |
| Reino Unido  | Londres             | Aeropuerto de la ciudad de Londres             |
| Reino Unido  | Mánchester          | Aeropuerto de Mánchester                       |
| Reino Unido  | Newcastle upon Tyne | Aeropuerto de Newcastle upon Tyne              |
| Reino Unido  | Newquay             | Aeropuerto de Newquay Cornwall                 |
| Reino Unido  | Swansea             | Aeropuerto de Swansea                          |
| Reino Unido  | Plymouth            | Aeropuerto de la ciudad de Plymouth            |

### Acuerdos de operación
- Bmibaby: Belfast, Cork, Glasgow, Jersey, París.

## Flota histórica
La flota de Air Wales constaba de las siguientes aeronaves:
| Aeronaves       | Total | Introducido | Retirado | Matrículas                              |
| --------------- | ----- | ----------- | -------- | --------------------------------------- |
| ATR 42-300      | 5     | 2003        | 2006     | G-SSEA, G-WLSH, G-CDFF, G-KNNY y G-TAWE |
| Beechcraft 1900 | 3     | 2002        | 2003     | OY-JRV, D-CBSF, D-CBIG                  |
| Dornier Do 228  | 3     | 2000        | 2003     | SE-KHL, G-BUXT y G-RGDT                 |